# Friedrich Carl Marwede
Friedrich Carl Marwede, auch Friedrich C. Marwede, (* 15. November 1895 in Bremen; † 28. Mai 1969 in Bremen) war ein deutscher Redakteur, Offizier und Politiker (DNVP, CDU) in Bremen und Mitglied der Bremischen Bürgerschaft.

## Biografie
Marwede war der Sohn eines Kaufmanns. Er besuchte das Neue Gymnasium in Bremen und studierte Rechtswissenschaften und Geschichte in der Schweiz. Im Ersten Weltkrieg war er Soldat und geriet 1916 in russische Gefangenschaft in Sibirien. 1920 konnte er fliehen. Von 1923 bis 1926 führte er die Bremer Zeitung als Chefredakteur. 1926 wurde er Hauptschriftleiter der Kösliner Zeitung. Nach der Machtübernahme durch die Nationalsozialisten verlor er diese Aufgabe.
Er wurde Offizier beim Oberkommando der Wehrmacht (OKW) und war bei der nachrichtendienstlichen Abwehr in der Amtsgruppe Ausland/Abwehr, (Gruppe II: Beziehungen zu fremden Wehrmächten) in vielfältigem Einsatz tätig, unter anderem durch Kontakte (1939) mit der Irish Republican Army (IRA). Im besetzten Belgien unterstützte er separatistische flämische Gruppierungen unter anderem als Vorgesetzter des Alfred Toepfer und anderer Geheimagenten. Am Ende des Zweiten Weltkriegs geriet er 1945 als Oberstleutnant in britische Gefangenschaft.
Nach dem Krieg betrieb Marwede ein Übersetzungsbüro in Bremen. Er benannte zeitweise seinen Beruf auch als „Referent“.

### Politik
Marwede wurde 1920 Mitglied der rechtskonservativen Deutschnationalen Volkspartei (DNVP) und Geschäftsführer der Partei in Bremen. Von 1923 bis 1924 war er Mitglied der Bremischen Bürgerschaft.
Er trat nach dem Zweiten Weltkrieg der CDU bei und er war Mitherausgeber der Parteizeitung Echo. 1950 gründete er die Arbeitsgemeinschaft demokratischer Kreise.
Erneut wurde er von 1953 bis 1963 für die CDU in die Bremische Bürgerschaft gewählt und dort in verschiedenen Deputationen tätig. Seit 1955 war er Stellvertretender Vorsitzender der CDU-Fraktion und von 1957 bis 1959 Fraktionsvorsitzender. In diesem Amt folgte er Rudolf Rübberdt; sein Nachfolger wurde Karl Krammig. In der Bürgerschaft war er aktiv für die Bereiche Kultur, Theater, Radio Bremen und Universitätsneugründung.